# 納本制度
納本制度（のうほんせいど）は、一国において、その国で流通された全ての出版物が、図書館などの指定された機関に義務的に納入されることを目的とする制度のことである。納本制度により出版物の納本を受ける権利を有する図書館を納本図書館（のうほんとしょかん）といい、特に法律によって定められた納本制度は法定納本（ほうていのうほん、英語：legal deposit）あるいは義務納本（ぎむのうほん）と呼ばれる。

## 納本制度の目的と仕組み
納本制度は、一国の国民の文化的営為を記録した財産である出版物を特定の機関に集積、整理、保存し、国内出版物の書誌情報の総目録である全国書誌を作成することを主たる目的として行われている。さらに国と時代によっては、著作権の登録を行うためであったり、出版物の検閲を行うためであったりしたこともある。
納本図書館には各国の国立図書館（国立中央図書館）が指定されるのが通例であり、多くの場合、出版者は新たに刊行しようとする出版物のうちの最良の版数部を、これに納本する義務を課せられる。国立図書館はこの制度を通じて、出版物の網羅的コレクションの構築、永久的保存をはかり、それによって自国のすべての出版物に対する国民のアクセスを保障し、あらゆる出版物の散逸を防止し、全国書誌を作成するといった国の中央図書館、ナショナル・ライブラリーとしての役割を果たすことができる。逆に言えば、国立図書館がその機能を発揮するためには納本制度に基づく網羅的コレクションの構築は不可欠の要件である。
しかし、一口に納本制度といっても、その制度化と実質的な運用は、各国の出版業界、国立図書館制度、法制などの事情によって様々である。第二次世界大戦後の日本においては国立図書館が直接に納本を受け、納本された出版物は国有財産となるが、国と時代によっては契約による寄託として所有権は受託者に移転させないもの、国立図書館とは別の機関が受け取って国立図書館に交付あるいは寄託するもの、などさまざまな制度がみられる。

## 歴史
古代エジプトのアレクサンドリア図書館は、アレキサンドリアを訪れた旅人が書物を持っていた場合、それを没収し写本を作成してから写本の方を旅人に返却していた。
納本制度は、フランスのフランソワ1世が1537年に発したモンペリエの勅令において、出版者に出版物の王立図書館への納本義務を課したのがはじまりであるとされる。この制度の導入によりフランス王立図書館はのちの発展の礎を築き、網羅的収集のためには義務的な納本制度が必要であることを実証した。
続いて納本制度が誕生したのは17世紀初頭のイングランドである。長らく荒廃していた母校オックスフォード大学の図書館を1602年に再建した元外交官のトーマス・ボードリーは、イングランドにおける出版の独占権を持っていた書籍商組合と契約による納本制度を構築した。ボードリーは1610年にロンドン書籍商組合と契約を結び、新刊書がボドリアン・ライブラリーに納入されるようにした。これは、印刷業者の出版物に対する複製・印刷・販売の権利（コピーライト）を保護するために組合で行われていた登録制度に基づいていた。これにより蔵書数を着実に増大させイギリス屈指の大図書館となったオックスフォード大学の附属図書館は、現在ではボードリーの名にちなみボードリアン図書館と呼ばれている。
イングランドではその後、1662年の出版許可法で王室図書館（大英博物館図書館の前身）への納本が定められたのをはじめ、書籍商組合による登記制度を活用した納本図書館が拡大されていった。納本規定は1709年にはじめて制定された著作権法に受け継がれるが、同法で納本図書館に指定された図書館は9館に及び、現在では曲折を経て6館となっている。
続く18世紀から19世紀にかけて、納本制度による収集はヨーロッパ各国に広まっていった。ヨーロッパでは各国それぞれの事情により、王室図書館、国立大学図書館、国立公共図書館へ納本制度が設定されていった。特殊な例として、アメリカ合衆国では連邦議会に属する議会図書館が、イングランド（後に連合王国）における納本図書館と同様に、著作権登録制度を通じて納本を受ける権利を獲得し、国立図書館の機能を持つようになった。
日本における納本制度の始まりは検閲との関わりが深い。1875年に東京書籍館（帝国図書館の前身）が発足したのに合わせ、出版条例（のち出版法）による検閲のため文部省に提出された出版物のうち1部を交付するという仕組みで納本制度が実現した。この制度は検閲の権限が内務省に移管された後も継続され、第二次世界大戦後の1946年、出版法に基づく納本の廃止によって制度が消滅するまで続けられた。かわって1948年に制定された国立国会図書館法により、純粋に図書館資料を収集するための納本制度が開始された。
20世紀に入ると、交通・情報通信技術の発達から、納本制度によって国内出版物を網羅的に収集した国立図書館は単に一国を代表する研究図書館、国内出版物の散逸を防ぐための保存図書館というだけに留まらず、その網羅的な蔵書を必要とする図書館に貸し出したり、網羅的な蔵書を利用した全国書誌を作成し、出版物の書誌情報を国民に提供したりする機能が重視されるようになった。20世紀後半には国際連合教育科学文化機関（ユネスコ）の採択した国立図書館の定義により、納本制度は国立図書館の必須要件として位置付けられるに至っている。

## 諸国の納本制度

### 日本における納本制度
現在の日本では、国立国会図書館法（昭和23年法律第5号）の第24条 - 第25条の2によって規定されている。

#### 制度の概要
納本の対象となる出版物は、図書、小冊子、逐次刊行物（雑誌や新聞、年鑑）、楽譜、地図、マイクロフィルム資料、点字資料およびCD-ROM、DVDなどパッケージで頒布される電子出版物（音楽CDやゲームソフトも含む）などである。これらのうちCDやDVD、CD-ROMなどのいわゆるパッケージ系電子出版物は、2000年の国立国会図書館法改正によってはじめて法定納本の対象となったものである。なお、映画フィルムも納本の対象としてうたわれているが、国立国会図書館の発足当初から当面の納本は猶予するとされており、現在まで実際の納本の対象とされたことはない。日本国内で作成された映画フィルムは、東京国立近代美術館フィルムセンターが非制度的な網羅収集を行っており、納本図書館の役割を事実上代替している。
出版物が発行されたときは、国の機関やそれに準ずる機関（独立行政法人や一部の特殊法人等）及び地方公共団体やそれに準ずる機関（地方独立行政法人、土地開発公社等）が出版者の場合は直ちに、民間の出版者の場合は発行日より30日以内に、最良かつ完全な状態の出版物を法定の部数分だけ国立国会図書館に納入しなければならない。部数は国の諸機関は5 - 30部、独立行政法人等及び都道府県・政令指定都市は5部、都道府県の設立する法人は4部、指定都市以外の市及び特別区は3部、町村及び市町村の設立した法人は2部、民間の出版物は1部である。なお、民間の出版物は必ずしも出版社による商業出版に限らず、いわゆる自費出版や同人誌も納本の対象である。
民間の出版物はそれが主として営利のために出版されることが考慮され、無償で納入することを義務付けてはおらず、納入した出版者にはその小売価格の5割程度にあたる金額が「代償金」として支払われる。出版者は、定価の5割の支払いを求める伝票を国会図書館あてに切っており、実態としては「商品1部を国会図書館に5掛けで売っている」ことになる。この有償納本は世界でも珍しい、日本の納本制度の大きな特徴である。
なお、民間の出版物は寄贈することもでき、納本して代償金請求の手続きをとらなければ寄贈扱いとなる。以前は自発的に無償で納本を行った場合、出版者には国立国会図書館の作成する新収出版物の目録である『日本全国書誌』の、自身の寄贈した出版物が記載された当該の号が送付されることになっていたが、2007年に冊子版の刊行が終了したことに伴って、送付も終了した。
民間の出版者が正当な理由なく納本しなかった場合には、出版者（出版者が法人である場合はその代表者）を当該書籍の小売価格の5倍までの過料に処する罰則も定められている。
納本制度の適正な運用をはかるために、国立国会図書館長の諮問機関として納本制度審議会が設置されている。審議会は、納本制度に関する重要な事項を調査、審議したり、納本代償金の割合を審議することを目的としており、これらの改善について館長に答申を勧告している。
電子書籍については、2013年7月の法改正により「無償かつデジタル著作権管理（DRM）がかけられていないもの」で、かつ「ISBN等の番号が振られている」など「紙の資料であれば国会図書館への納本義務の対象となるもの」について、オンラインでデータを納入することが義務付けられている。一方で有償・DRMありの電子書籍については2015年12月より実証実験が行われているものの、2016年現在は納本制度の対象から外されている。国立国会図書館では「有償のものについては補償の方法が決まっていない」「DRMありの資料を収集しても保存及び利用提供が困難」という理由を挙げている。

#### 納本の実際
実際の納本は、官公庁の出版物は行政・司法の各部門に設置された国立国会図書館の支部図書館を窓口として行われており、各支部図書館が自館の属する省庁の出版物を必要部数取りまとめ、国立国会図書館に納めている。ただし、このような制度が機能するのは国の機関のみであり、独立行政法人、地方公共団体などはほとんどすべてが郵送によっている。
民間の出版者については、出版取次会社や地方・小出版流通センターを通して行われる。取次会社を通さない場合は、出版者自身から直接納入されることが求められる。出版物の納入は郵送だけではなく、国立国会図書館に直接持ち込むことも可能である。

#### 日本の納本制度の課題
国立国会図書館の納本制度に対する利用者の側からの不満としては、「全ての出版物が所蔵されているはずなのにない」という納本漏れの問題がしばしばあげられる。
納本制度は法律で定められた義務であるが、国立国会図書館自身による呼びかけ以外に周知される機会が少なく、また納入に対する経済的負担も決して小さくないために、地方公共団体の一部の出版物や、小出版社・地方出版社の刊行書や自費出版で出された本などは納本から漏れやすく、特に東京以外の地方にある出版社からの納入は7割程度しか行われていないとされる。そのため、実際に国立国会図書館に納本される図書は日本国内全ての出版物のおよそ8割程度と推定されており、実際には国立国会図書館に所蔵されない図書・逐次刊行物が多数ある。
出版物の種類や流通経路、ジャンルによって納本率にばらつきがあることも事実である。国立国会図書館が2007年に行った調査によれば、取次を通じて納入される図書の納本率は88%であるのに対し、雑誌は72%（巻号単位）、CDやDVDなどの音楽・映像資料では39%に留まっている。また、森川嘉一郎や藤本由香里はサブカルチャー（マンガ、アニメ、ゲーム）分野の納本漏れの多さを指摘している。また、中堅出版社ではコミックスについては納本しないのが慣行となっているとする報道もある。特に成人向け漫画は、納本率が20%に満たないとする研究もある。
出版者によっては、戦前の納本が検閲のために行われていたという経緯から、納本をしていないのではないかという意見がある。藤本は「風俗系の、『官能』を売りにして、警察とのいたちごっこを繰り返しているような版元では、『納入して証拠を押さえられたくない』という明確な理由もあるかもしれない」と述べている。
納本漏れを防ぐ手立てとして罰則規定は存在するが、これを実際に適用すると、零細出版社や個人に対して経済的な負担をかけることもあり、実際に適用された事例はない。このため実際には国家による強制よりも、出版者の納本制度に対する理解と協力によって日本の納本制度は成り立っている。民間出版者の経済的負担を軽減させるための代償金制度も、代償金はあくまで年度予算の枠内で交付されるために限度額があり、国会図書館は納本制度に関する広報パンフレット等において、可能であれば無償で寄贈するよう出版者に呼びかけているのが実情である。このような制度のあり方については、戦前の検閲のための納本に対する反省と関連して評価する意見もある一方、強制力が弱いために不徹底な納本制度になってしまっているという批判もある。
また、年間の出版点数自体の増加も納本制度の運用にとって問題になっている。日本国内で年間に新たに刊行される出版物は約10万点にも上り、40年以上前に建設された国立国会図書館の書庫では数十年に一度、大幅な所蔵スペースの見直しを行う必要が生じる。1986年には新館が完成して地下8階の新館書庫が増設され、2002年には関西館が開館して納本以外の手段で集められた資料の一部が移管された。それでも書庫は数十年後には満杯になることが予想され、定期的に新たな保存施設を増設し続けなければならなくなることは避けがたい状況である。
一方で有償納本制度を悪用し、事実上内容のない図書に高額な定価を設定して納本することで不正に代償金を得ようとする行動も一部に見られる。例として、2015年秋、りすの書房（既に解散）がギリシャ文字などを無作為に打ち込んだだけの書籍「亞書」78冊を納本し、代償金136万円を授受していた一件が挙げられる。この一件では最終的に2016年2月に国会図書館側が「国立国会図書館法に挙げられた「出版物」に該当しない」などの理由から当該図書を返本し、支払い済みの代償金の返還を求めることとなったが、図書の内容によって「出版物」かどうかを判断することは、前述のとおり方法によっては一種の検閲にもつながりかねず、表現の自由の侵害となる可能性も指摘されており、慎重な運用を求める声もある。
収蔵する際にはカバーやオビを廃棄することを批判する意見もある。
内容や物理的形態によっては納本を拒否された事例もあり、文章から約物（句読点、括弧など）以外の文字を全て「空白」にした小説（「、。」）や収蔵時にカバーを破棄することへの抗議として書籍カバーを本と称したもの（カバーしかない本II）は収蔵を拒否された。
2000年からはCDなど紙以外の媒体に保存された電子出版物も納本の対象となったが保存作業は進んおらず、媒体の劣化によりデータをデジタル化が間に合わなかった例もある。特にゲームソフトは保存技術が確立されていないことや、ゲーム機本体は制度の対象外なため備品扱いで例外的に確保している状態である。ゲームソフトは日本では国会図書館が3996本を収蔵するのみだが、ライプツィヒ大学（4392本）やストロング遊戯博物館（6374本）など海外に劣っていることが指摘されている。

### アメリカ合衆国における納本制度
アメリカ合衆国では、著作権法により納本制度が定められている。
著作権法407条により、合衆国国内で発行されるあらゆる著作物は、最良版の完全なコピーを2部、議会図書館の著作権局に無償で納付しなくてはならない。ただし、著作物が5部未満しか発行されていなかったり、各複製物に通し番号が付与されるような貴重なものである場合や、議会図書館著作権局長が特に認めた場合に限り、完全な納付は免除される。納付を怠った者には罰金を科す規定も存在する。
英米法の著作権は、イギリスが印刷出版物の複製の権利（コピーライト）は排他的特権をもつ書籍商組合による登記によってはじめて保護されるとする制度をとっていた歴史から、長らく著作権保護には国家に指定された機関による登録が必要とされる方式主義をとってきた。1870年に制度化されたアメリカの納本制度が当初から有効に機能してきたのは、方式主義のもとで議会図書館著作権局に著作権登録の仕事を担わせ、著作権の保護登録と引き換えに著作権局を通じて議会図書館への無償納本を義務付けてきたことに大きく拠っていると考えられる。1989年に同国がベルヌ条約に加盟し著作権法を改正したため、著作権は著作物の創作時に発生するとする無方式主義に変更されており、以降は登録が著作物保護に必須の要件ではなくなっている。